# Premier League Malti 2020-2021
La Premier League maltese 2020-2021 è stata la 106ª edizione della massima divisione del campionato maltese di calcio. Il Floriana ha partecipato alla competizione da campione in carica.
La stagione regolare è iniziata il 19 settembre 2020 ed è stata interrotta anticipatamente il 9 aprile 2021, a causa delle restrizioni legate al perdurare dell'emergenza dovuta alla pandemia di COVID-19. Gli Ħamrun Spartans sono stati dichiarati campioni a seguito della decisione del comitato direttivo della Malta Football Association. Il club ha così conquistato il suo ottavo titolo nazionale a distanza di 30 anni dall'ultima affermazione.

## Stagione

### Novità
A causa della Pandemia di COVID-19 del 2020 a Malta, il 25 maggio 2020 il direttivo della Malta Football Association ha deciso di sospendere tutte le competizioni calcistiche nazionali, e di terminare anzitempo la Premier League Malti 2019-2020. In conseguenza di tale decisione, il titolo è stato assegnato al Floriana, capolista al momento dell'interruzione, e si è deciso di bloccare le retrocessioni in First Division (compresa quella, già maturata aritmeticamente al momento dello stop, dei Tarxien Rainbows). Tutte le squadre partecipanti al campionato precedente si presentano quindi al via della nuova stagione.
Ad esse si sono aggiunti gli Żejtun Corinthians, vincitori della scorsa First Division, al loro esordio nella massima serie, ed il Lija Athletic.

### Formula
Le squadre si sarebbero dovute affrontare in un girone di andata e ritorno per un totale di 30 giornate, prima della disposta interruzione anticipata della stagione. Retrocedono le ultime quattro squadre classificate, mentre è previsto uno spareggio promozione/retrocessione tra la dodicesima della prima divisione e la terza classificata della First Division.
Per quanto riguarda le coppe europee il campionato maltese, classificato come il 45° più competitivo d'Europa secondo il ranking ufficiale UEFA al 2020, otterrà il diritto a far partecipare:
- la squadra vincitrice del campionato al Primo turno di qualificazione della UEFA Champions League 2021-2022;
- la seconda e la terza squadra al Primo turno di qualificazione della UEFA Europa Conference League 2021-2022;
- la vincitrice della coppa al Primo turno di qualificazione della UEFA Europa Conference League 2021-2022.

Se la vincitrice della coppa nazionale si sarà già qualificata per una coppa europea in virtù della sua posizione in campionato, sarà la quarta classificata in campionato ad avere un posto in Europa Conference League.

## Squadre partecipanti
| Club               | Città             | Stadio                        | Stagione precedente  |
| ------------------ | ----------------- | ----------------------------- | -------------------- |
| Balzan             | Balzan            | Stadio Victor Tedesco         | 7º posto             |
| Birkirkara         | Birkirkara        | Stadio di Ta'Qali             | 5º posto             |
| Floriana           | Floriana          | Independence Arena            | Campione in carica   |
| Gudja United       | Gudja             | Stadio di Ta'Qali             | 11º posto            |
| Gzira United       | Gżira             | Stadio Victor Tedesco         | 6º posto             |
| Hamrun Spartans    | Ħamrun            | Stadio Victor Tedesco         | 9º posto             |
| Hibernians         | Paola             | Stadio Hibernians             | 3º posto             |
| Lija Athletic      | Lia               | Lija Football Ground          | 2º in First Division |
| Mosta              | Musta             | Stadio Charles Abela Memorial | 8º posto             |
| Senglea Athletic   | Senglea           | Stadio Ta'Qali                | 13º posto            |
| Sirens             | Baia di San Paolo | Sirens Stadium                | 4º posto             |
| Sliema Wanderers   | Sliema            | Tigne Sports Complex          | 10º posto            |
| St. Lucia          | Santa Lucia       | Stadio Santa Luċija           | 12º posto            |
| Tarxien Rainbows   | Tarxien           | Tony Cassar Sports Ground     | 14º posto            |
| Valletta           | La Valletta       | MFA Centenary Stadium         | 2º posto             |
| Żejtun Corinthians | Żejtun            | MFA Centenary Stadium         | 1º in First Division |

## Classifica finale
Tutti i club, prima della sospensione definitiva, hanno giocato il 76,67% delle loro partite, il che significa che il requisito del 75%, stabilito dal regolamento del torneo (un quarto o meno partite restano da giocare), è stato soddisfatto. Pertanto, la classifica dopo l'ultima giornata disputata è dichiarata finale e valida.
|                  | Pos. | Squadra            | Pt | G  | V  | N | P  | GF | GS | DR  |
| ---------------- | ---- | ------------------ | -- | -- | -- | - | -- | -- | -- | --- |
| Malta (bandiera) | 1.   | Ħamrun Spartans    | 56 | 23 | 17 | 5 | 1  | 56 | 20 | +36 |
|                  | 2.   | Hibernians         | 51 | 23 | 16 | 3 | 4  | 53 | 20 | +33 |
|                  | 3.   | Gżira Utd          | 46 | 23 | 14 | 4 | 5  | 49 | 21 | +28 |
|                  | 4.   | Birkirkara         | 44 | 23 | 13 | 5 | 5  | 45 | 25 | +20 |
|                  | 5.   | Sliema Wanderers   | 40 | 23 | 12 | 4 | 7  | 39 | 31 | +8  |
|                  | 6.   | Mosta              | 36 | 23 | 10 | 6 | 7  | 41 | 36 | +5  |
|                  | 7.   | Valletta           | 33 | 23 | 9  | 6 | 8  | 27 | 35 | -8  |
|                  | 8.   | St. Lucia          | 29 | 23 | 7  | 8 | 8  | 38 | 35 | +3  |
|                  | 9.   | Sirens             | 28 | 23 | 7  | 7 | 9  | 27 | 35 | -8  |
|                  | 10.  | Balzan             | 27 | 23 | 6  | 9 | 8  | 31 | 29 | +2  |
|                  | 11.  | Gudja Utd          | 27 | 23 | 8  | 3 | 12 | 29 | 35 | -6  |
|                  | 12.  | Floriana           | 27 | 23 | 7  | 6 | 10 | 26 | 34 | -8  |
|                  | 13.  | Żejtun Corinthians | 24 | 23 | 6  | 6 | 11 | 28 | 40 | -12 |
|                  | 14.  | Tarxien Rainbows   | 21 | 23 | 6  | 3 | 14 | 25 | 48 | -23 |
|                  | 15.  | Lija Athletic      | 20 | 23 | 5  | 5 | 13 | 25 | 46 | -21 |
|                  | 16.  | Senglea Athletic   | 2  | 23 | 0  | 2 | 21 | 13 | 62 | -49 |

Legenda:
      Campione di Malta e ammessa alla UEFA Champions League 2021-2022
      Ammesse alla UEFA Europa Conference League 2021-2022
      Retrocesse in First Division 2021-2022
Regolamento:
Tre punti a vittoria, uno a pareggio, zero a sconfitta.

## Risultati

### Tabellone
|                    | Bal  | Bir  | Flo  | Gud  | Gżi  | Ħam  | Hib  | Lij  | Mos  | Sen  | Sir  | Sli  | SLu  | Tar  | Val  | Żej  |
| ------------------ | ---- | ---- | ---- | ---- | ---- | ---- | ---- | ---- | ---- | ---- | ---- | ---- | ---- | ---- | ---- | ---- |
| Balzan             | –––– |      | 0-0  |      | 0-2  | 2-2  |      | 1-0  | 4-1  | 1-1  | 1-0  | 5-1  | 1-1  | 0-1  | 0-1  | 3-1  |
| Birkirkara         | 2-2  | –––– | 2-0  | 3-0  | 1-1  | 0-2  |      | 4-1  | 0-3  |      |      | 1-2  |      | 3-0  | 2-0  | 2-3  |
| Floriana           | 0-0  | 2-5  | –––– | 1-0  | 2-1  |      | 1-1  | 1-2  | 0-2  | 1-0  | 3-2  | 0-1  | 1-1  |      |      | 0-0  |
| Gudja United       | 3-2  |      | 1-2  | –––– | 0-3  | 0-1  | 1-4  | 2-0  | 0-1  |      | 1-3  | 1-1  |      | 0-2  | 0-0  | 0-1  |
| Gżira United       |      |      | 4-1  |      | –––– | 1-2  | 0-1  | 1-0  | 6-1  | 4-0  |      | 3-2  | 2-2  | 1-1  | 2-0  | 2-1  |
| Ħamrun Spartans    | 3-2  | 0-2  | 3-1  | 3-1  | 2-2  | –––– | 1-0  |      | 3-1  | 3-0  | 5-1  |      | 2-2  | 5-0  |      | 4-0  |
| Hibernians         | 2-1  | 0-1  | 3-1  |      |      | 2-2  | –––– | 8-1  | 2-0  | 3-0  | 1-2  | 1-0  |      | 2-0  | 1-1  | 2-0  |
| Lija Athletic      | 1-1  | 0-0  |      | 0-1  | 0-3  | 2-2  | 0-5  | –––– | 1-1  | 4-0  | 0-2  |      | 3-1  | 2-0  | 1-2  |      |
| Mosta              | 3-3  | 0-1  |      | 2-2  | 1-2  |      | 2-3  |      | –––– | 5-1  | 0-0  |      | 1-0  | 1-0  | 2-2  | 3-0  |
| Senglea Athletic   |      | 1-2  | 0-2  | 0-2  |      | 0-1  |      | 1-3  | 1-3  | –––– | 0-1  | 0-2  |      | 0-5  | 1-3  | 1-1  |
| Sirens             |      | 2-4  | 2-1  |      | 1-0  | 0-1  |      | 1-1  | 2-2  |      | –––– | 0-0  | 0-2  | 2-2  | 0-1  | 0-4  |
| Sliema Wanderers   | 3-1  | 2-2  |      | 1-2  | 2-0  | 0-2  | 3-1  | 4-1  | 1-3  | 3-1  | 1-3  | –––– | 3-1  |      |      |      |
| St. Lucia          |      | 0-0  | 2-1  | 3-2  |      | 1-4  | 0-3  | 3-2  | 2-3  | 4-1  |      | 0-1  | –––– | 7-0  | 1-1  | 1-1  |
| Tarxien Rainbows   | 0-1  | 0-3  | 2-2  | 0-5  | 0-2  |      | 0-1  |      |      | 4-2  | 3-1  | 1-2  | 0-2  | –––– | 3-1  |      |
| Valletta           | 1-0  | 4-2  | 0-3  | 2-4  | 1-3  | 0-3  | 1-4  |      |      | 2-1  | 1-1  | 0-0  | 1-0  |      | –––– | 2-1  |
| Żejtun Corinthians | 0-0  | 0-3  |      | 0-1  | 0-4  |      | 2-3  | 2-0  |      | 3-1  | 1-1  | 2-4  | 2-2  | 3-1  |      | –––– |

## Statistiche

### Individuali

#### Classifica marcatori
| Gol |  |  | Giocatore          | Squadra          |
| --- |  |  | ------------------ | ---------------- |
| 17  |  |  | Kevin Rosero       | St. Lucia        |
| 14  |  |  | Bojan Kaljević     | Mosta            |
| 13  |  |  | Dodô               | Ħamrun Spartans  |
| 13  |  |  | Luke Montebello    | Birkirkara       |
| 13  |  |  | Franklin Sasere    | Ħamrun Spartans  |
| 12  |  |  | Jean Paul Farrugia | Sliema Wanderers |
| 12  |  |  | Jake Grech         | Hibernians       |
| 11  |  |  | Jurgen Degabriele  | Hibernians       |
| 11  |  |  | Maxuell            | Gżira United     |
| 10  |  |  | Yuri               | Gudja United     |
| 10  |  |  | Vito Plut          | Tarxien Rainbows |